# 유니버시티역 (캘거리)
유니버시티역은 캐나다의 C-Train에 있는 철도역으로, 1987년에 개통했다.

## 역 주변
- 캘거리 대학교